# Драгиша Цветковић
Драгиша Цветковић (Ниш, 15. јануар 1893 — Париз, 18. фебруар 1969) био је српски и југословенски правник и политичар, последњи премијер Краљевине Југославије пре пуча од 27. марта 1941. и познати градоначелник Ниша у неколико мандата. Био је члан Народне радикалне странке и Југословенске радикалне заједнице и председник режимског Југословенског радничког синдиката (Југорас). Кнез Павле га је именовао на дужност председника Министарског савета, након смене дотадашњег министра-председника др Милана Стојадиновића, 1939. године. Са политичким вођом Хрвата, Влатком Мачеком је постигао споразум о оснивању Бановине Хрватске. Премијер Цветковић је 25. марта 1941. године потписао споразум са силама Тројног пакта, по коме се Југославији гарантује неутралност и останак ван сукоба у Другом светског рату. Заједно са Краљевским намесништвом, на челу са кнезом Павлом, и целокупном својом владом збачен је у војном пучу од 27. марта, након чега је уследила немачка окупација Србије.

## Биографија
Родио се у Нишу, од оца Јована, који је пореклом из Дадинца код Власотинца и мајке Зојице Стеријадис која је била Цинцарка. Отац му је учествовао у српско-турским и балканским ратовима, а из Првог светског рата изашао је као потпуковник.
Драгиша Цветковић је и сам учествовао у Балканском рату. Једно време живео је у Швајцарској и Француској где је прихватао српске рањенике, студирао медицину и технику, да би 1934. године завршио студије права у Суботици.
Дошавши из Европе у тада сељачку Србију Драгиша Цветковић бацио се на реформе. О томе сведоче његови говори и документа из скупштине, где се борио за решавање социјалних проблема, минималних надница, колективних уговора, презадужености сељака и смањивање дажбина. Био је оштар критичар послодаваца, тражио је скраћивање радног времена, ограничено ангажовање дечје радне снаге и повластице за инвалиде. Подигао је много инвалидских домова и формирао берзе рада.
У три мандата био је градоначелник Ниша. Министар вера постао је 1928. године, да би по увођењу диктатуре 6. јануара 1929. године остао без обе функције. У листу „Нишка слободна трибина“, који је сам покренуо, писао је против диктатуре, због чега је хапшен, а лист забрањен.
Важан потез повукао је 1934. године, када је у својој вили на брду Горица у Нишу окупио опозициону елиту Југославије, на тајни договор о уједињењу свих странака сличних политичких програма. Тако је створена Југословенска радикална заједница (ЈРЗ), која је победила на изборима 1935. године.
После тих избора, још једном је био градоначелник Ниша, постављен фебруара 1935, председник посланичког клуба ЈРЗ, министар социјалне политике и народног здравља и в. д. министра за физичко васпитање народа, а кратко, заменик министра правде и све то у влади Милана Стојадиновића у периоду 1935—1939. године.

## Југословенски раднички савез
Године 1936, заједно са Михом Креком основао је Југословенски раднички савет (ЈУГОРАС) обједињавањем радничких секција Југословенске радикалне заједнице (ЈРЗ). Драгиша Цветковић је изабран за воћу савеза, док је Милан Стојадиновић постао председник новог синдиката. Главни циљ оснивања савеза био је стварање „радничке сталешке организације“ ради сарадње с послодавцима и владом и рушење левичарског УРС-овог синдикалног покрета.

## Споразум Цветковић-Мачек
Драгиша је учествовао у рушењу владе Милана Стојадиновића 1939. године. После Стојадиновића, кнез Павле Карађорђевић је за новог председника владе Краљевине Југославије довео неутицајног Драгишу Цветковића. До априла 1939. Цветковић и Влатко Мачек су дошли до споразума и Цветковић је успео је да у нову владу укључи Хрвате. Извршио је федерализацију Југославије путем стварања Бановине Хрватске у договору са хрватским политичарем Влатком Мачеком. Овај договор је назван Споразум Цветковић-Мачек и настао је у јесен 1939. године. Споразум није уклонио неповерење између Срба и Хрвата, нити су обе стране биле задовољне његовим територијалним одредбама.

## Тројни пакт и пад с власти
Додељен му је Орден немачког орла првог степена 1940.
Потписао је 1940. и две антисемитске уредбе, које су објављене у Београду („Службене новине“, 5. октобар) и Загребу („Народне новине“, 9. октобра). Да су ове уредбе најмање одражавале интимни став самог Цветковића, говори чињеница да је у својој кући у Нишу, током периода окупације, крио јеврејску породицу Катон о чему је јеврејски публициста и историчар Жени Лебл обавестила 1992. године Зору Ранковић, кћер Драгише Цветковића.
Драгиша је са министром спољних послова Александром Цинцар-Марковићем путовао у Немачку 13. фебруара 1941. године, где је преговарао са министром спољних послова Немачке Јоахимом фон Рибентропом и самим Хитлером, али није прихватио захтев да Југославија приступи Тројном пакту, објашњавајући да за то није овлашћен.
Неколико недеља касније 25. марта 1941. године по одлуци Крунског савета. Драгиша Цветковић, министар иностраних послова Александар Цинцар-Марковић и немачки Министар иностраних послова Јоахим фон Рибентроп у дворцу Белведере у Бечу потписали су протокол о приступању Југославије Тројном пакту сила Осовина.
Цветковић и министри су се вратили 26. марта са завршног пута у Немачкој и издали званично саопштење:…да је Тројни пакт потписан у Бечу и да је Југославија званично приступили силама Осовине. У изјави је, такође, речено да пакт садржи тајне клаузуле које за нас представљају велику предност јер гарантују Југославији потпуну неутралност.
Два дана касније, 27. марта, група официра је извела војни удар, збацила Владу и намесништво, ухапсила Драгишу Цветковића и остале министре, а краља Петра II прогласила за пунолетног и предала му власт. Цветковић је убрзо пуштен из затвора.
Драгиша Цветковић је из Ниша предлагао немачким представницима да у Београду образује владу са бившим намесницима Раденком Станковићем и Ивом Перовићем, сматрајући да је он још легални председник владе. У нишком крају помагао је покрет Драже Михаиловића.
Окупационе власти хапсиле су га у два наврата и одводиле у логор на Бањици, где је провео око два и по месеца. У Бугарску је побегао 4. септембра 1944. године, а одатле у Турску. Из Истанбула прешао је у Рим, па у Париз.

## Живот у егзилу
После рата по одлуци државне комисије Демократске Федеративне Југославије Драгиша Цветковић је проглашен за народног непријатеља и ратног злочинца. Њему, заправо, никада није било суђено. Боравећи у иностранству као емигрант, Драгиша Цветковић је писао и говорио да тражи да се образује екипа релевантних стручњака на Балкану који би проценили да ли је потписивање Тројног пакта била издаја или частан покушај да се спречи кланица у којој је погинуло 1,8 милиона Југословена.
Крајем 1950-их година је Цветковића у Паризу посетио уредник Дуге, Драгољуб Голубовић. Записао је да је Цветковић живео у отменом 16. арондисману, где је често посећивао руски кабаре Нови, и да је као личност био комуникативан и да се лепо изражавао. Као носилац француске Легије части, међу осталим правима и повластицама је имао загарантовану пензију од 6.000 француских франака. Ради неког поређења, хлеб у Француској је педесетих година коштао 0.13 франака (13 сантема). У разговору са Голубовићем је тврдио да је пре потписивања Тројног пакта питао и совјетску, и америчку, и британску владу о томе шта да ради, и да су му сви одговорили да треба да га потпише. Додао је и да о томе има писмене доказе, и да на захтев може да их покаже. Није се осећао кривим због тог чина, рекао је да није имао излаза, а и да му је кнез Павле са Белог двора наредио да потпише споразум. Није наведено да ли је те документе показао Драгољубу Голубовићу.
У емиграцији су поједини политичари и званичници краљевине Југославије, који су били на супротним странама током Мартовског пуча, нападали једне друге преко штампе. Одговарајући на један текст Радоја Кнежевића, Цветковић је за 27. март написао:
| „ | Боље рат него пакт, боље гроб него роб, била је парола свих који су и из рата и из гроба у паници бежали ка мору, да би се дочепали најближег аеродрома или евентуалног брода, који одвео би их на неко сигурније место, далеко од ратишта и рата, остављајући народ Југославије да буде и роб и гроб. Истим путем спасавања по сваку цену кренула је цела влада од 27. марта, а са њом и г. Кнежевић је, претходно потписавши капитулацију трупа, послао војску у логоре, народ под немачком, италијанском, мађарском, бугарском и албанском окупацијом, под масакр усташа и грађански рат из којег је произашла данашња комунистичка окупација Југославије. | ” |

Драгиша је живео у Паризу све до смрти 1969. Сахрањен је на српском делу војничког гробља у Тијеу, код Париза, поред гробова генерала Петра Живковића и Богољуба Јевтића.

## Рехабилитација
Скупштина града Ниша донела је 2007. године одлуку којом је Улица Божидара Аџије (народног хероја) преименована у Улицу Драгише Цветковића.
Окружни суд у Нишу је 25. септембра 2009. донео одлуку о рехабилитацији Драгише Цветковића, којом је поништена одлука Државне комисије Демократске Федеративне Југославије од 15. септембра 1945. којом је Цветковић проглашен народним непријатељем и ратним злочинцем. Захтев суду, који су поднели Цветковићеви потомци, дуго није напредовао јер није могла бити нађена судска одлука из 1945. године. Нишком књижевнику Видосаву Петровићу, који овај документ није могао да нађе током припреме књиге „Драгиша Цветковић — њим самим“ 2006, речено је тада да би он могао бити међу око 500 докумената који нису уступљени архивима, већ задржани у високим државним институцијама „из оперативних потреба“.
Део јавности је оштро осудио овај потез Окружног суда у Нишу, оцењујући да је та одлука „апсолутно погрешна“, да шаље „изузетно лошу поруку младим генерацијама“, да „Срби полако постају народ који се стиди своје борбе против фашиста“, као и да је та одлука суда сигурно наишла на одобравање десничарске организације (ОП „Образ“). Ову судску одлуку су осудили и представници СУБНОР-а.
У Цветковићевом родном селу Дадинце, поред школе, је 30. јуна 2012. године откривено спомен обележје подигнуто њему у част.